# Kim Hyun-seok (calciatore)
Kim Hyun-seok (김현석?, 金鉉錫?; Samcheok, 5 maggio 1967) è un ex calciatore sudcoreano, di ruolo attaccante.